# Luscomodicini
Luscomodicini son una  tribu de coleópteros polífagos crisomeloideos de la familia Cerambycidae. Comprende un solo género Luscosmodicum con una sola especie: Luscosmodicum beaveri Martins, 1970